# Acanthopterygii
Il superordine Acanthopterygii (italianizzato in acantotterigi) comprende un gruppo di pesci actinopterygii, sottoclasse Osteichthyes.
È il gruppo di pesci che per ultimo è comparso sulla Terra e anche il più numeroso, poiché raggruppa circa la metà delle specie conosciute (anche se la stragrande maggioranza è compresa nell'ordine dei perciformi). Per questo motivo vi è classificata una grandissima varietà di specie, che vanno, ad esempio, dai ghiozzi (1 cm di lunghezza) ai re di aringhe (8 m), passando poi per gli ippocampi, gli scorfani, le cernie, i pesci azzurri. Sono diffusi soprattutto lungo le coste (alcuni però prediligono il mare aperto e gli abissi), ma anche in specchi d'acqua dolce e torrenti a corso lento.

## Caratteristiche comuni
Come appena detto, gli acantotterigi rappresentano un gruppo estremamente vario e ben poche sono gli aspetti che li accomunano. Il principale (da cui deriva il nome stesso, composto greco di ákantha, "spina" e ptéryx, "pinna") è la prima pinna dorsale, costituita da spine ossee. La maggior parte delle specie presenta il corpo ricoperto di scaglie, talvolta evolute in placche ossee, spine, o del tutto assenti.
Comprende quindici ordini:
- Mugiliformes
- Atheriniformes
- Beloniformes
- Cetomimiformes
- Cyprinodontiformes
- Stephanoberyciformes
- Beryciformes
- Zeiformes
- Gobiesociformes
- Gasterosteiformes
- Syngnathiformes
- Synbranchiformes
- Tetraodontiformes
- Pleuronectiformes
- Scorpaeniformes
- Perciformes